# Фоменко, Николай Владимирович
Никола́й Влади́мирович Фоме́нко (род. 30 апреля 1962, Ленинград) — советский и российский актёр театра, кино, телевидения, озвучивания и дубляжа, сценарист, продюсер кино и телевидения, певец, автор песен, кинокомпозитор, теле- и радиоведущий; заслуженный артист РФ (1999). Один из основателей и участник (бас-гитарист, гитарист) бит-квартета «Секрет». Мастер спорта по горнолыжному спорту, мастер спорта России международного класса по автоспорту, бывший президент Marussia Motors.
Также известен как спортивный комментатор, журналист и шоумен.

## Биография
Родился в Ленинграде 30 апреля 1962 года.
Отец — Владимир Иванович Фоменко, физик-метролог, долгие годы проработавший во ВНИИМе. Владимир Фоменко был одним из разработчиков самонаводящихся ракет.
Мать — Галина Николаевна Фоменко (урожд. Фёдорова), по бабушке из дворян Скрыпициных, балерина, в Вагановское хореографическое училище её определила Г. С. Уланова. Из-за травмы мениска была вынуждена сменить профессию и стала инженером-строителем.
Учился в школе № 222, переквалифицированной в то время в Школу олимпийского резерва. Одновременно с учёбой в школе занимался в Театре юношеского творчества (ТЮТ), играл в симфоническом оркестре Ленинградского дворца пионеров на первой скрипке.
В 1983 году окончил Ленинградский государственный институт театра, музыки и кинематографии (ЛГИТМиК). Во время учёбы в институте организовал группу «Секрет», член ВЛКСМ. По окончании института по распределению работал в Александринском театре.
С января 1993 года стал жить и работать в Москве.

## Личная жизнь
Первая жена — Елена Рэмовна Лебедева (1980—1985), дочь народного артиста СССР Рэма Лебедева и актрисы Ленинградского ТЮЗа Людмилы Красиковой. Дочь — Екатерина Гришковец (род. 12 августа 1981) (фамилия по мужу), окончила факультет международной журналистики МГИМО, в 2004 году работала в газете «КоммерсантЪ». Внучки — Аглая (2004), Мария (2005).
Вторая жена — Людмила Гончарук (1985—1995), солистка ансамбля армейского танца Дочь — Дарина (род. 1995), родилась после развода родителей и носит фамилию отчима — Одинцова
Третья жена — Мария Голубкина (1995—2008), актриса, дочь народной артистки РСФСР Ларисы Голубкиной. Дочь — Анастасия Фоменко (род. 1998), сын — Иван Фоменко (род. 2003).
Четвёртая жена — Наталия Владимировна Кутобаева (род. 9 августа 1975), была пресс-секретарём губернатора Санкт-Петербурга Валентины Матвиенко, с 2011 года — руководительница Пресс-службы Совета Федерации. Любит автомобили и экстремальные виды спорта, серьёзно увлекалась виндсёрфингом. Сын — Василий Фоменко (род. 9 апреля 2009).

## Музыкальная карьера

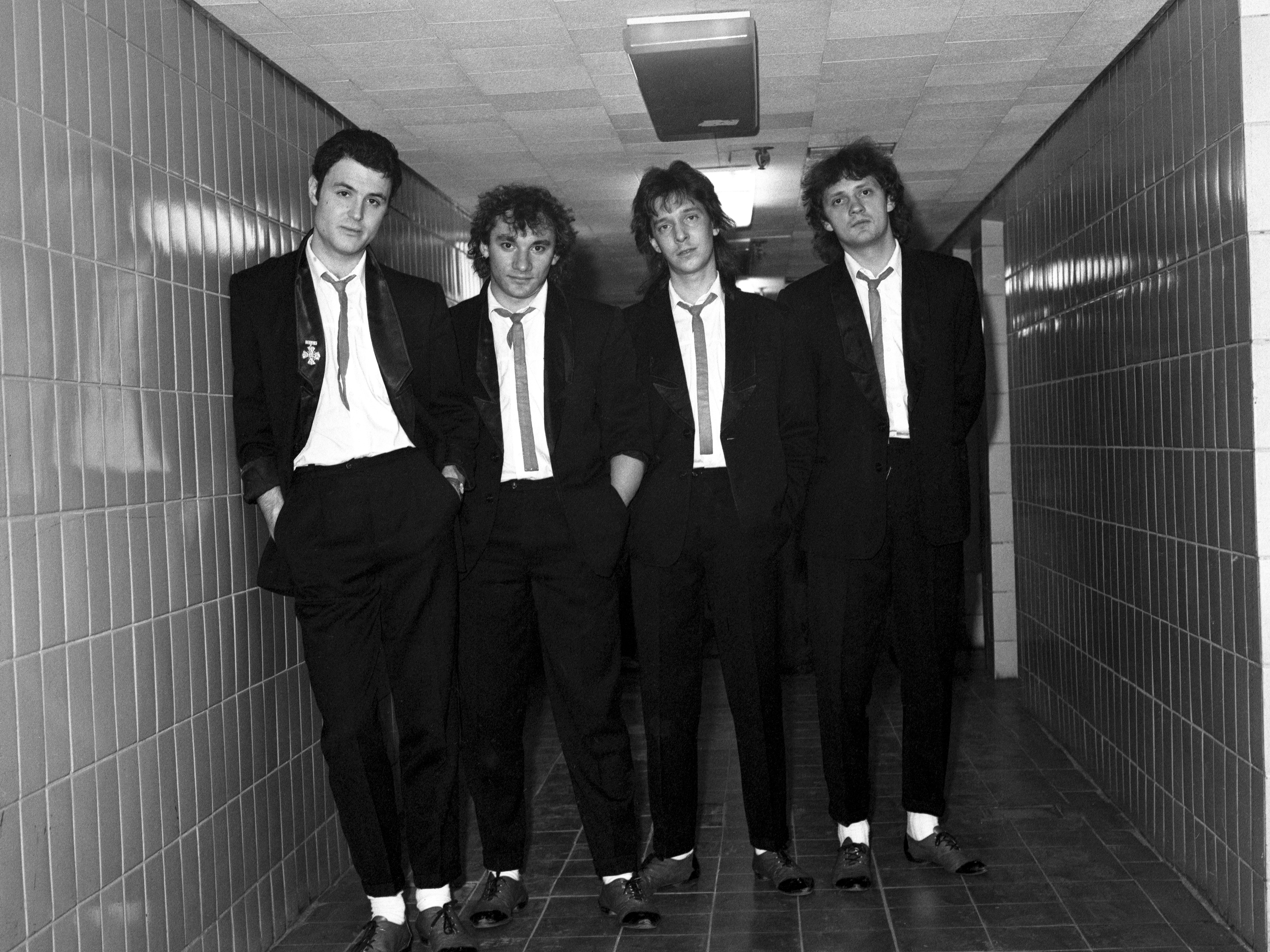
Группа «Секрет»: Максим Леонидов, Николай Фоменко, Андрей Заблудовский и Алексей Мурашов, 1988 год, фото Льва Медведева

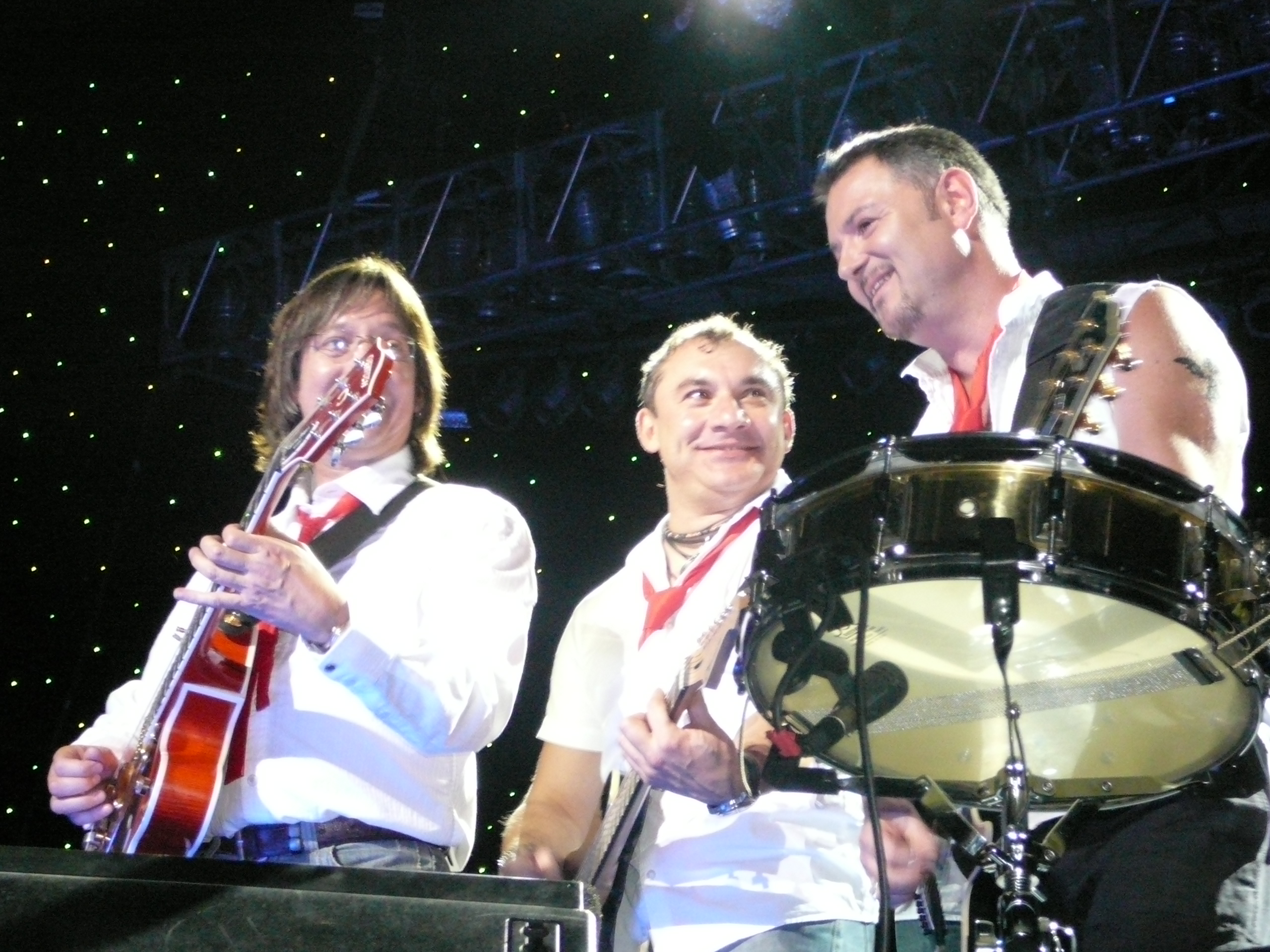
На концерте «Секрета», 2007 год: Андрей Заблудовский, вместе с Максимом Леонидовым

Во время учёбы в институте в 1983 году вместе с Максимом Леонидовым и Дмитрием Рубиным организовал музыкальную группу «Секрет». Группа имела огромный успех в СССР с середины 1980-х до начала 1990-х годов. Бас-гитару фирмы «Hofner» (как у Пола Маккартни) приобрёл у бас-гитариста ВИА «Поющие гитары». Был автором музыки и слов ко многим песням группы.
Покинул группу в 1996 году, но впоследствии «Секрет» начинает регулярно собираться для юбилейных концертов.
В 2009 году вышла в свет рок-опера Александра Градского «Мастер и Маргарита», где Фоменко исполнил партию Коровьева.
С 2019 года сотрудничает с группой «КерамикА» и принимает участие в записи их песен.

## Творчество
В кино сначала появился в эпизодических ролях в картинах «Скорость» (1983), «Как стать звездой» (1986), «Анекдоты» (1990) и других. Первой крупной ролью стал Коля в фильме Владимира Машкова «Сирота казанская» (1997).
В театре играл главные роли в таких спектаклях, как «Саранча», «Трубач на площади», «Что случилось в зоопарке», «Собачье сердце» и «Трёхгрошовая опера».

### Актёрская фильмография
- 1983 — Скорость — Коля, студент в мастерской Лагутина (роль озвучил другой артист)
- 1986 — Как стать звездой — музыкант бит-квартета «Секрет»
- 1988 — Трое
- 1990 — Анекдоты — «Бетховен» / дама в ресторане / гармонист / дирижёр
- 1990 — Красные дьяволята 3 — участник трио «Секрет» / Кока, почётный путеец / Шарапов, член профсоюза / товарищ Кудасов, начальник депо / Будулай, один из братьев Бурнашей
- 1993 — Сухие и мокрые — Кутерьма Иванович Заза / бандит Гомес / полицейский / Тереза / Лаура / дон Роберто
- 1995 — Старые песни о главном — Коля, животновод
- 1996 — Старые песни о главном 2 — Коля, таксист, фронтовик
- 1997 — Сирота казанская — Коля, жених Насти, тракторист
- 1997 — Старые песни о главном 3 — диктор / разведчик в кафе / первый из хоккейной тройки
- 1999 — Лунный папа — Ясир, лётчик
- 1999 — Небо в алмазах — Антон Чехов
- 1999 — Святой и грешный — жених дочери Тудышкина
- 2000 — Старые клячи — Василий Георгиевич Хоменко, бизнесмен
- 2000 — Чек — Брюнет
- 2001 — Женское счастье — директор бюро счастья
- 2001 — Старые песни о главном. Постскриптум — Остап Бендер
- 2001 — Ералаш (выпуск № 147, сюжет «Водопроводчик»)[22] — водопроводчик
- 2002 — Шик — Ботя
- 2003 — Ключ от спальни — Вахлаков.
- 2003 — Убойная сила (серия «Лазурный берег») — Михаил Троицкий, бизнесмен.
- 2003 — Пан или пропал — Болеслав (Бобусь) Жупел-Шумливчинский
- 2005 — Небо и земля — пассажир в буфете (нет в титрах)
- 2005 — Двенадцать стульев — Остап Бендер
- 2005 — Первый Скорый — камео
- 2006 — Вы не оставите меня… — Эммануил Мухин, скрипач
- 2006 — Первый дома — камео
- 2007 — Натурщица — Николай Карпов
- 2008 — Апостол — Алексей Иванович Хромов, капитан государственной безопасности, впоследствии комиссар государственной безопасности
- 2008 — Волшебник — Геннадий Прохоренков, капитан
- 2008 — День радио — камео, музыкант в эфире радиостанции
- 2008 — Золотая рыбка — актер из Голливуда
- 2008 — Красная вода — Порш
- 2009 — Золотой ключик (мюзикл) — Карабас-Барабас
- 2010 — Пизанская башня — муж
- 2010 — Человек с бульвара Капуцинок — Смотрящий, местный авторитет
- 2014 — Полный вперёд! — физрук
- 2016 — Синяя роза — Александр Александрович Короткевич
- 2017 — Вы все меня бесите — Борис Дмитриевич, психиатр психоневрологического диспансера, врач Сони
- 2017 — Найти мужа Дарье Климовой — Виктор Филиппов (Фил), автомойщик, в прошлом музыкант
- 2018 — На краю — Игорь Владимирович Поляков
- 2018 — Драйв — Слава, криминальный авторитет
- 2019 — Трудности выживания — генеральный продюсер
- 2019 — Доктор Рихтер 3 — Коля
- 2020 — Беспринципные — генерал-майор ФТС России, с восьмой серии Руководитель «Госкорпорации двойного назначения» Пётр Александрович Хадяков
- 2021 — Пищеблок — Николай Петрович Колыбалов, директор лагеря
- 2021 — Клиника счастья — камео
- 2021 — Подвиг
- 2022 — Предпоследняя инстанция — Иван Петрович Кулибин
- 2022 — Вика-ураган — Николай Коваленко, майор полиции, участковый уполномоченный
- 2022 — Агеев — Андрей Рымкевич, полковник полиции
- 2022 — Почка — Леонид Сергеевич Кустов, отец Наташи
- 2022 — настоящее время — Нереалити — Валерий Аркадьевич Кошкин, отец Риты
- 2022 — 1703 — отец Фёдор
- 2022 — Чёрная весна — Артём Бабич
- 2023 — СуперИвановы — Михалыч
- 2023 — Беспринципные в деревне — Пётр Александрович Хадяков
- 2023 — Федя. Народный футболист — Константин Иванович Бесков
- 2023 — Джонни — Джонни
- 2024 — Иные — Леонид Петров
- 2024 — Красная Поляна — Михалыч
- 2025 — Министерство Всего Хорошего — Ашсемь
- 2025 — Беспринципные в Питере — Пётр Александрович Хадяков

### Дубляж
- 2005 — Кошмар перед Рождеством (1993) — Уги Буги[23]
- 2006 — Гроза муравьёв — Зак[24]
- 2009 — Правдивая история кота в сапогах — Кот в сапогах[25]
- 2017 — Рок Дог — Ангус Скаттергуд[26]

### Озвучивание мультфильмов
- 2004 — Клара, Дора. 2 бешеные бабки — Клара
- 2011 — Смешарики. Начало — закадровое исполнение песни «Прохожий»

### Озвучивание игр
- 2000 — Дьявол-Шоу (The Devil Inside) — Джек Т. Риппер[27]
- 2007 — Need for Speed: ProStreet[28]

### Сценарист
- 1993 — Сухие и мокрые

### Продюсер
- 1993 — Сухие и мокрые

### Композиторская фильмография
- 1990 — Анекдоты
- 1992 — Фанданго для мартышки
- 2013 — Ёлки 3

### Клипы других исполнителей
- 1998 — Клип на песню Алёны Апиной «Люби его»[29]
- 1998 — Клип на песню Сергея Архипова «Гимн Русского радио»[30]

### Театральные работы
- 1998 — «Бюро счастья», режиссёр Андрей Житинкин (творческое объединение «Дуэт» Людмилы Гурченко)[31]
- 2015 — «И снова с наступающим» (Театр русской песни, Москва)[32]

### Интернет
- 2021 — YouTube-канал «Топ-шеф с Фоменко»

## Телевизионная карьера
- 1969 — «Малышкина сказка» (Ленинградская программа ЦТ) — участник программы[33][34]
- 1984—1985 — «Кружатся диски» (Ленинградская программа ЦТ) — автор сценария, один из ведущих
- 1986—1987 — «Утренняя почта» (Первая программа ЦТ), 3 передачи (автор сценария и ведущий)[35]
- 1988—1990 — «Поп-Антенна» (Ленинградская программа ЦТ) — автор и ведущий
- 1990—1991 — «Топ-секрет» (Ленинградская программа ЦТ) — автор и ведущий
- 1992 — «Оба-на!» (1-й канал Останкино) — автор, ведущий, актёр:
  - выпуск № 6 «Будка гадости» — один из ведущих / Иван Грозный / кикбоксёр / участник группы «Кар-Мэн» / пьяница / директор библиотеки торпедного катера «Быстрый» / волшебник / хирург / грузин
  - выпуск № 7 «Голубой огонёк» — один из ведущих / генерал / зек / игрок в «шахбоксинг» / Дед Мороз
  - выпуск № 8 «Реклама» — один из ведущих / участник рекламных роликов «Биржа вторичных ресурсов» и «Международная биржа» / пьяница / алкоголик («На троих») / посетитель туалета / младенец / хоккеист / биатлонист
  - выпуск № 9 «Телевидение» — один из ведущих («Николай Владимирович Фоменко, рассекреченный специалист во многих областях») / соседка / Богдан Титомир / алкоголик («На троих») / Пушкин / собака (пародия на рекламу биржи «Алиса») / участник передачи «Любовь с первого раза»
  - выпуск № 10 «Зона отдыха особого режима» — один из ведущих / моряк / рыболов / грибник / доярка / работник магазина / поэт / одна из деревенских девушек
- 1992—1993 — «МузОбоз» на пароходе (круизы) (1-й канал Останкино)
- 1992—1994 — «50х50» (1-й канал Останкино) — ведущий, позже — режиссёр
- 1993—1994 — «Я почти знаменит» (1-й канал Останкино) — автор и ведущий
- 1994 — «Доброе утро с Леонидом Лейкиным» (ТВ-6) — продюсер
- 1994 — «Тебе решать» (ТВ-6) — автор и ведущий
- 1994 — «Ночной актёрский клуб» (ТВ-6) — автор идеи и продюсер
- 1994—1996 — «Проще простого» (МТК, позже — «РТР», «НТВ») — ведущий[36]
- 1996, 2006, 2014 — КВН. Высшая лига (ОРТ/Первый канал) — член жюри
- 1996—1997 — «Русские гвозди» (ОРТ, позже — «НТВ») — автор, ведущий, актёр[37] (африканец / врач / хирург / таксист / франт / учитель / дама с собачкой / уборщица / зек / «новый русский» / официант / дирижёр / рокер / зайчик / строитель / маг / монах)
- 1996—1997 — «С праздничком!» («СТС») — ведущий
- 1997—1998 — «Империя страсти» («НТВ», позже в повторах на «ТНТ» и «Муз-ТВ») — автор и ведущий[38]
- 1997—1998 — «Перехват» («НТВ», позже в повторах на «СТС») — ведущий[39]
- 1998—2005 — «Золотой граммофон» («РТР», позже — «Первый канал») — ведущий[40][41][42]
- 1998—2003 — «Титаны рестлинга» («ТНТ»)[43] — комментатор[44]
- 1999 — «Телеспецназ» («НТВ») — ведущий[45][46][47]
- 1999 — «Игра с Фоменко» («НТВ-плюс», «ТНТ») — ведущий[46] (по общедоступному телевидению показана в 2002 году)
- 1999—2001 — «Полундра!» («НТВ») — ведущий[48][49][50]
- 2000 — «Экстремальные ситуации» («НТВ») — ведущий[51][52]
- 2000 — «Песни с Фоменко» («НТВ», позже в повторах на «ТНТ») — ведущий[53]
- 2002—2003 — «Форс-мажор» («ОРТ/Первый канал») — ведущий[54]
- 2003 — «Последний герой—3» («Первый канал») — ведущий[55][56]
- 2003 — «Большие гонки» («Первый канал») — художественный руководитель / участник[57]
- 2004—2005 — «Пан или пропал» («Первый канал») — ведущий[58][59]
- 2004—2008 — «Настоящий герой» («Пятый канал») — ведущий[60]
- 2005 — «Человек из ящика» («ТВЦ») — соведущий («главный зритель») в первом выпуске[61]
- 2006—2008 — «Счастливый рейс» («НТВ») — ведущий[62][63]
- 2007—2008 — «Слабое звено» (Пятый канал) — ведущий (ранее в 2001—2005 гг. на ОРТ/Первом канале и в 2020—2023 гг. на телеканале «Мир» с коллегой Марией Киселёвой)[64][65]
- 2008 — «50 блондинок» («Россия») — ведущий[66]
- 2009 — «Top Gear. Русская версия» («РЕН ТВ») — ведущий[67]
- 2010 — «Top Gear» («Discovery Channel») — Джереми Кларксон (дубляж)
- 2013 — «Креативный класс» («СТС») — член жюри
- 2013 — «Новая волна» («Россия-1») — ведущий
- 2013 — КВН. Кубок министра обороны («Звезда») — член жюри
- 2014 — «Артист» («Россия-1») — член жюри
- 2015 — «Парк» («Первый канал») — ведущий[68][69]
- 2016 — «Прожарка» («Первый канал») — участник
- 2016 — «Салтыков-Щедрин шоу» («НТВ») — ведущий[70]
- 2019—2020 — «Фоменко фейк» («НТВ») — автор / ведущий[71]
- 2019 — «Три аккорда» («Первый канал») — победитель[72] (исполнял песни из репертуара Бориса Сичкина («Я — одессит»), Владимира Высоцкого («Случай на таможне»), Юрия Визбора («Рассказ технолога Петухова»), Александра Розенбаума («На улице Гороховой» и «Скрипач ростовский Моня») и другие)
- 2019 — «Россия рулит» («НТВ», Авто Плюс) — ведущий / член жюри / комментатор
- 2020, 2021[73] — «Три аккорда» («Первый канал») — член жюри
- 2021 — «Точь-в-точь» («Первый канал») — член жюри
- 2021 — «Я вижу твой голос» («Россия-1») — член жюри
- 2021 — «Две звезды» — член жюри

Проекты, не вышедшие в эфир:
- 1999 — «Закрытый просмотр»;
- 2003 — «Беглец» («Первый канал»)[74].

Новогодние программы:
- «Старые песни о главном» — 1, 2, 3, Постскриптум (1996, 1997, 1998, 2000)[75];
- «Новый год на НТВ» (1998—1999) — ведущий[76], слово которому по телемосту передала кукла Ельцина;
- «Женское счастье», «НТВ», 2001[77];
- «Новогодняя ночь на Первом», «Первый канал», 2003;
- «Двенадцать стульев», «Первый канал», 2004;
- «Ночь в стиле диско», «СТС», 2004 (в составе группы «Секрет», песня «Back in USSR»);
- «Первая ночь с Олегом Меньшиковым», «НТВ», 2004 (песни «Прощай, детка» с группой «Чайф» и «Милый» с Марией Голубкиной);
- «Новогодняя ночь на Первом», «Первый канал», 2004;
- «Первый Скорый», «Первый канал», 2005;
- «Первый дома», «Первый канал», 2006[78];
- «Новый год на Пятом», «Пятый канал», 2007;
- «Золотая рыбка», «Россия-1», 2008;
- «Золотой ключик», «Россия-1», 2009.

Часто снимался в рекламных роликах. В частности, в конце 1990-х годов был одним из лиц рекламной кампании Greenpeace. В 2017 году стал рекламным лицом сайта Auto.ru.

## Ведущий концертов и церемоний
- «Песни для любимых и единственных» («НТВ», 1999).
- «Мисс Россия» («Первый канал», 2005).
- «Своя колея» («Первый канал», 2007).
- «Звёздная Мисс Россия» («СТС», 2008).
- «Чартова дюжина-2016» в Москве.
- «Золотой орёл».
- «О чём поют мужчины» («Первый канал», 2019).
- «Главный новогодний концерт» («Первый канал», 2019).
- Фестиваль «Герои мирового рока» в Кемерово (2019).

## Радио
С 1995 года работает на Русском радио. С 1996 года по 2009 год его голос звучал в заставках рекламной службы «Русского радио», где он рассказывал шутки.
Также вёл несколько программ на радио:
- «Русские гвозди» (1995—2003)[80][81]
- Доброе утро, Вьетнам![82]. (1997—1999, в паре с Глебом Деевым и Степаном Строевым некоторые выпуски)
- Прокол (2003—2007).
- Громкие дела (2009—2011, Русская служба новостей).
- С 1 февраля 2018 года — ведущий рубрики «Фоменко на Юмор FM», где вновь рассказывает шутки.

Основатель и соведущий интернет-радиостанции Fomenko Fake Radio, где играет несколько ролей — радиоведущего Владислава Жульпацкого и гостей — Власа Власовича Внукова (программа «Семитысячье»), режиссёра Виктора Пистолетова, бизнесмена Станислава Калова и других (с 9 февраля 2019 года ведёт телеверсию эфиров радиостанции на канале «НТВ»).

## Награды и звания
- 1999 — Заслуженный артист Российской Федерации (8 января 1999 года)[2] — за заслуги в области искусства.
- 1998 — лауреат премии ТЭФИ за программу «Перехват»[84].
- Три премии «Овация» — за программы «Оба-на!», «Русские гвозди», «Империя страсти».
- 2008 — лауреат премии ТЭФИ (лучший ведущий развлекательной программы).
- 2018 — Медаль ордена «За заслуги перед Отечеством» I степени (21 августа 2018 года) — за большой вклад в развитие отечественной культуры, искусства, средств массовой информации и многолетнюю плодотворную деятельность[85]. Медаль была вручена в июне 2019 года[86].

## Карьера автогонщика
Интерес к автоспорту появился у Николая Фоменко ещё во время учёбы в институте, он тренировался на «Ладе», пытался всерьёз заниматься картингом, но тогда в Ленинграде для этого не было возможностей.
В 1994 году Влад Листьев пригласил Фоменко в команду звёзд на так называемые «Гонки на выживание». Он начал серьёзно заниматься тренировками под руководством Георгия (Гарика) Кузнецова. Итогом годовых тренировок и заездов стали несколько побед в «Гонках на выживание» в 1996 году, а потом и бронзовая награда в кубке «Даниан» по ралли-кроссу.
В сезоне 1997 года Фоменко трижды поднимался на третью ступень пьедестала уже в шоссейно-кольцевых гонках в составе команды «Miller Pilot» и в итоге завоевал звание вице-чемпиона России. В том же году он стал бронзовым призёром Открытого первенства Санкт-Петербурга.
Вместе с Фоменко начинает выступать один из самых знаменитых российских гонщиков Алексей Васильев.
В 1998 году стал серебряным призёром зимних трековых гонок на ипподроме Московской области.
В 1999 году участвовал в чемпионате России по кольцевым автогонкам в классе «Туризм».
В 2000 году Николай Фоменко и Алексей Васильев в составе команды «ТНК racing team» продолжили участие в чемпионате России по шоссейно-кольцевым гонкам в классе «Туризм-1600». Несмотря на то, что для Николая сезон начался тяжёлой аварией, команда «ТНК racing team» добилась впечатляющих результатов, а Фоменко повторил своё высшее достижение в автоспорте, в составе команды добившись титула «Чемпион России». «ТНК racing team» стала первой российской командой, которая получила право участвовать в чемпионате Европы по классу «Гран Туринг».
2001 год — участие в чемпионате мира FIA GT с Freisinger Motorsport (9 этапов).
2002 год — участие в чемпионата мира FIA GT с RWS Motorsport (10 этапов), шестое место на трассе Донингтон Парк (Великобритания). Участие в гонках «24 часа Дайтоны» и «12 часов Себринга».
2003 год — участие в чемпионате мира FIA GT с RWS Motorsport (10 этапов), четвёртое место на трассе Энна-Пергуза (Италия). Николаю Фоменко присвоено звание мастер спорта России международного класса.
В 2004 году в составе команды Freisinger YUKOS Motorsport стал победителем международного чемпионата по автогонкам FIA Grand Touring в классе N-GT. В ходе сезона впервые поднялся на подиум в гонке в Маньи-Куре (Франция), заняв третье место. Кроме того, в 2004 году вошёл в первый российский экипаж, принявший участие в легендарной гонке «24 часа Ле-Мана».
В конце 2004 года стал главным редактором автомобильного журнала «Автопилот», занимал эту должность до конца 2008 года.
В 2005 году основал команду «Russian Age Racing», которая стала первой гоночной командой с российской лицензией, выступающей в чемпионате FIA GT. Вторая попытка выступления российской команды в Ле Мане завершилась финишем на пятом месте в GT1.
C 2005 года в качестве руководителя «Russian Age Racing» открыл молодёжную программу для талантливых российских пилотов. Тренирует 16-летнего гонщика Ивана Лукашевича, выступающего в серии Formula Palmer Audi при поддержке «Ауди Россия».
В 2007 году озвучил русскую версию игры Need for Speed: ProStreet.
С февраля 2011 года по апрель 2014 года возглавлял инженерный отдел команды Формулы-1 Marussia Virgin Racing. В ноябре 2014 года команда F1 Marussia прекратила существование.

### Результаты в FIA GT
| Год  | Команда                     | Машина                | №      | Класс | Напарники                                                           | Очки | Место |
| ---- | --------------------------- | --------------------- | ------ | ----- | ------------------------------------------------------------------- | ---- | ----- |
| 2000 | Freisinger Motorsport       | Porsche 996 GT3-R     | 58     | N-GT  | Алексей Васильев                                                    | 0    | —     |
| 2001 | Freisinger Racing           | Porsche 996 GT3-R     | 59     | N-GT  | Алексей Васильев Ричард Кэй                                         | 0    | —     |
| 2002 | RWS Motorsport              | Porsche 996 GT3-R     | 77     | N-GT  | Алексей Васильев Антонио Гарсиа Иисус Диаз де Вилларроэль           | 1    | 28    |
| 2003 | RWS Yukos Motorsport        | Porsche 996 GT3-RS    | 77     | N-GT  | Алексей Васильев Адам Джонс Стефан Дауди                            | 17   | 14    |
| 2004 | Freisinger Yukos Motorsport | Porsche 996 GT3-RSR   | 77     | N-GT  | Алексей Васильев                                                    | 26   | 7     |
| 2004 | Cirtek Motorsport           | Porsche 996 GT3-RS    | 73     | N-GT  | Адам Джонс Джон Грант Вик Райс                                      | 26   | 7     |
| 2005 | Russian Age Racing          | Ferrari 550 Maranello | 17; 18 | GT1   | Алексей Васильев Кристоф Бушю Джейми Кемпбелл-Уолтер Николя Минасян | 5    | 19    |

### Гонки на выносливость — результаты
| Год  | Гонка           | Команда                                             | Машина                    | Класс | Напарники                                          | Место  |
| ---- | --------------- | --------------------------------------------------- | ------------------------- | ----- | -------------------------------------------------- | ------ |
| 2003 | 24 часа Дайтоны | RWS Motorsport                                      | Porsche 996 GT3           | GTS   | Алексей Васильев, Вальтер Лехнер мл., Тэцуя Танака | 28 (9) |
| 2004 | 24 часа Ле-Мана | Freisinger Motorsport                               | Porsche 996 GT3-RSR       | LMGT  | Алексей Васильев, Роберт Ниан                      | DNF    |
| 2005 | 24 часа Ле-Мана | Cirtek Motorsport/ Russian Age Racing/ Convers Team | Ferrari 550-GTS Maranello | LMGT1 | Алексей Васильев, Кристоф Бушю                     | 17 (5) |

#### Другие виды спорта
Занимался горными лыжами, удостоился звания мастера спорта по горным лыжам. С 1991 года по 2001 год играл в составе звёздной футбольной команды «Старко».

## Политика

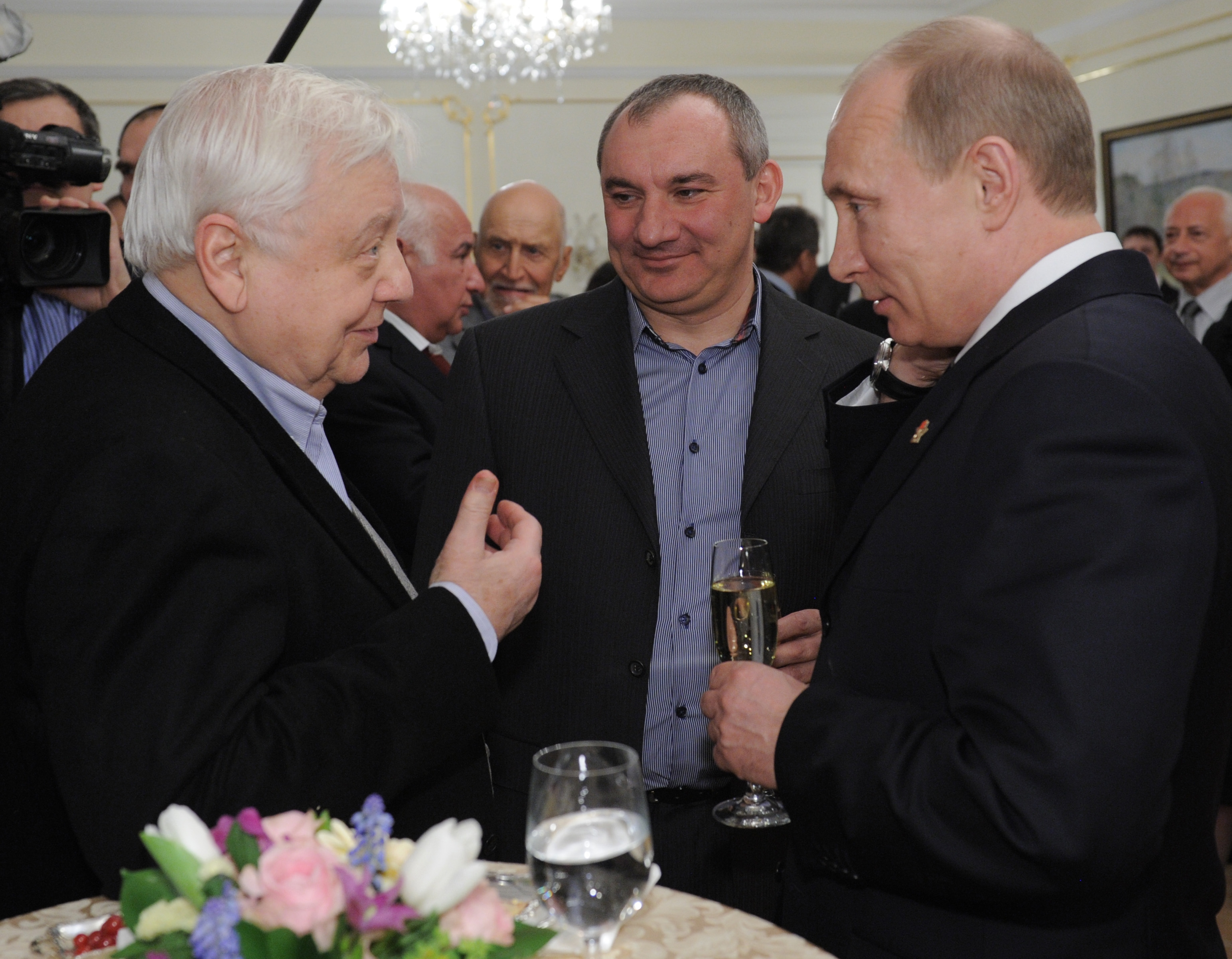
Олег Табаков, Николай Фоменко и Владимир Путин, 5 марта 2012 года

В 2003 году на фоне выборов в Государственную думу вёл концерты «Союза правых сил», который тогда возглавляли Немцов, Хакамада и Чубайс, а также был зарегистрирован доверенным лицом партии.
На президентских выборах 2012 года агитировал за кандидата Владимира Путина, снялся в рекламном ролике в его поддержку.
В ноябре 2016 года в интервью латышскому радио «Балтком» заявил о российском обществе и его восприятии западных ценностей:

«Очень трудно россиянам, на них за последние десять лет обрушилась цивилизация мировая. Немцы с «Мерседесом» вместе 110 лет, понимаете? И они выросли все с ним, это внутри генотипа. А тут, представляете, десять лет как на человека обрушилось: он может машину купить, он может поехать за границу. Эти машины, электроника, новые телевизоры — этого же никогда не было у него, он ничего про это не знает. Он потихонечку сходит с ума и поэтому бежит, подкладывает свиней и неизвестно что, плюётся, бросается чем-то — это их мнение и понимание. Сумасшедших стало больше».
На президентских выборах 2018 года — доверенное лицо Бориса Титова.
В ноябре 2018 года возглавил московское отделение Партии Роста, баллотировался кандидатом в депутаты Мосгордумы (2019). В июле 2020 года покинул пост руководителя отделения партии.

## Факты
- Изначально должен был играть в телесериале «Физрук» главную роль — учителя физкультуры Олега Евгеньевича Фомина. Именно под него писался сценарий к этому телесериалу, однако Фоменко не смог даже прийти на пробы. Его роль сыграл Дмитрий Нагиев, также сменивший его в «Шутках Русского радио». Впрочем, от Фоменко главному герою досталось прозвище Фома[103]. В 2014 году вышел фильм «Полный вперёд!», в котором Фоменко всё же сыграл роль физрука.
- В детстве занимался игрой на скрипке. В 2016 году подготовил большой концерт вместе со скрипачкой Анной Ким и аранжировщиком Феликсом Ильиных. В программе звучали классические произведения Вивальди, Баха и Чайковского[104].